# Jharokha

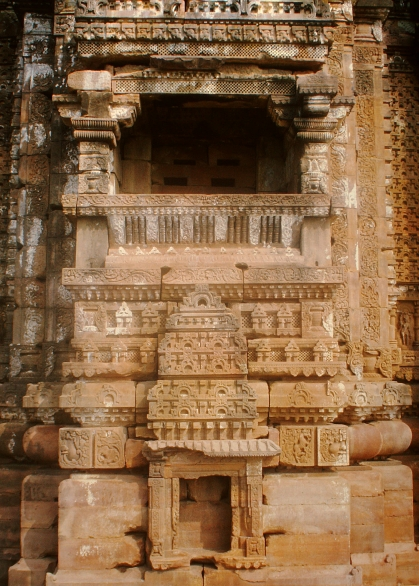
Gyaraspur – Maladevi-Tempel (um 875 n. Chr.)

Als Jharokha (Hindi: झरेखा jharokhā, eingedeutscht auch Jaroka) werden in der indischen Architektur überdachte Balkone bzw. Balkonerker bezeichnet. Diese können sowohl aus Holz (Wohnbauten) als auch aus Stein (Tempel, Paläste, Torbauten) gefertigt sein; bei Wohn- und Palastbauten ist die eigentliche Balkonöffnung zum Schutz vor Blicken häufig durch Jalis oder Maschrabiyyas vergittert. Die vom Herrscher vom Balkon gegebenen öffentlichen Audienzen bezeichnet man als Jharokha Darshan.

## Geschichte

### Buddhismus
Bereits an den – oft erhöht liegenden und zur Fassade hin offenen – Vorhallen (mandapas) früher buddhistischer Höhlenheiligtümer tauchen steinerne Brüstungen (vedikas) auf; diese Vorhallen waren oft von Felsvorsprüngen überdacht (Kanheri-Höhlen bei Mumbai, Maharashtra).

### Hinduismus
Frühe indische Holzbauten sind nicht erhalten und so treten die ältesten jharokhas an aus Stein errichteten hinduistischen Tempeln in Erscheinung, wobei die frühen freistehenden – nur aus einer Cella (garbhagriha) und einer Vorhalle bestehenden – indischen Tempel (Gupta-Tempel; Talagunda; Amrol) derartige Architekturelemente noch nicht kennen. Diese entstehen erst mit der Herausbildung eines in den Tempel integrierten Umgangs (pradakshinapatha). Zu den frühesten Tempeln mit Balkonbrüstungen gehören der Kalika-Mata-Tempel im Fort von Chittaur, Rajasthan oder der Lad-Khan-Tempel in Aihole, Karnataka – beide stammen in etwa aus der Zeit um 700 n. Chr. An den späten Pratihara-Tempeln (z. B. am Maladevi-Tempel in Gyaraspur, Madhya Pradesh), aus der Zeit um 875 ist dieses Architekturelement bereits zu voller Blüte entwickelt. Es setzt sich fort an den Tempeln von Khajuraho (Lakshmana-Tempel um 950; Vishvanatha-Tempel um 1000; Kandariya-Mahadeva-Tempel um 1030). Auch an den weitgehend offenen und luftdurchfluteten Jain-Tempeln der Spätzeit tritt es in Erscheinung (Adinath-Tempel in Ranakpur, Rajasthan, um 1450).
Bemerkenswert ist die Tatsache, dass sich die ursprünglich senkrechten Balkonbrüstungen wegen des Aufkommens von steinernen Sitzbänken im Innern zu leicht angeschrägten Bauteilen fortentwickeln, wobei oft kleine gedrechselte Steinsäulchen zum Einsatz kommen, die ihre Herkunft von hölzernen Vorbildern nicht verleugnen können.

### Islam
Nach der weitgehenden Eroberung Nordindiens durch den Islam, kam der hinduistische und jainistische Tempelbau nahezu zum Erliegen. Andererseits übernahmen die Herrscher des Sultanats von Delhi und die späteren Mogul-Kaiser jharokhas für ihre Tor- und Palastbauten (z. B. Fatehpur Sikri). In späterer Zeit ahmten die hinduistischen, aber mogultreuen Maharajas den Architekturstil ihrer Herren nach – auf diese Weise entstand einer der prachtvollsten jharokha-Bauten Indiens: der ‚Palast der Winde‘ (Hawa Mahal) in Jaipur. Aber auch an vielen Wohnhäusern wohlhabender Kaufleute (havelis) treten jharokhas – vor allem in Rajasthan – als dominierendes Element der Fassadengestaltung in Erscheinung.

## Bilder

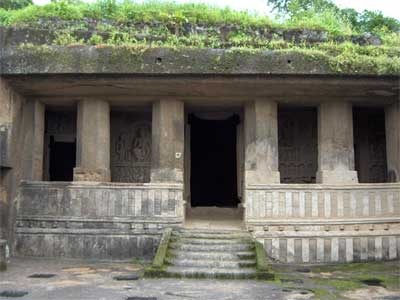
Kanheri-Höhlen bei Mumbai (5./6. Jh.)
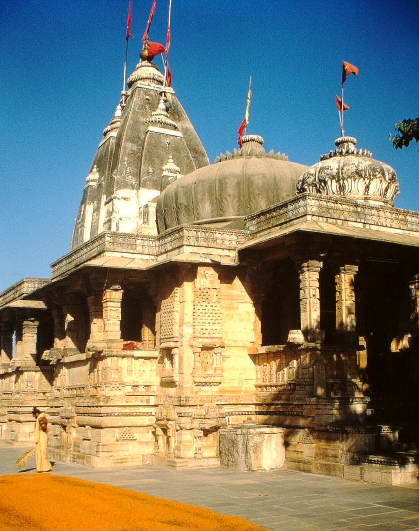
Chittorgarh – Kalika-Mata-Tempel (um 700)
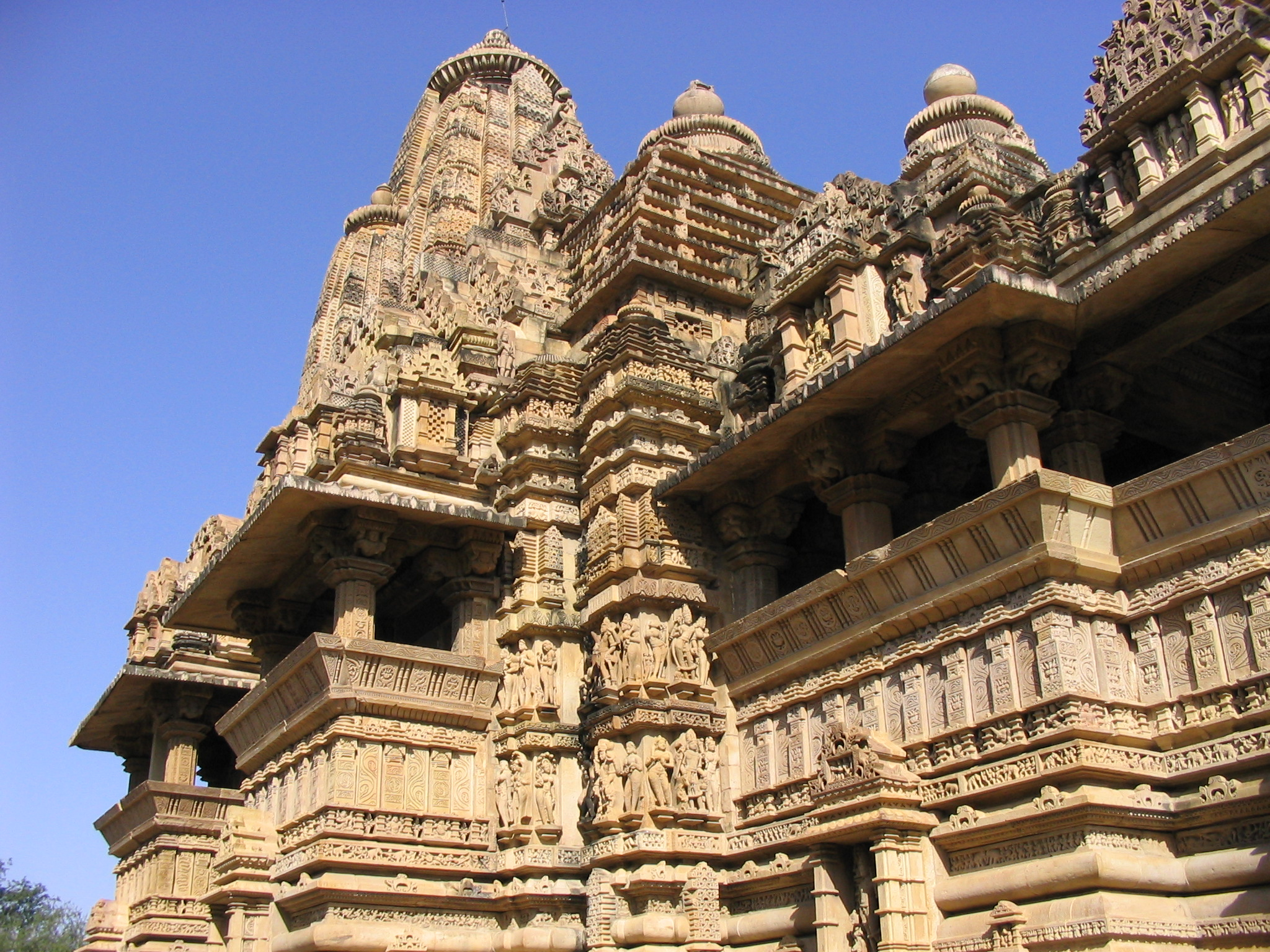
Khajuraho – Lakshmana-Tempel (um 950)
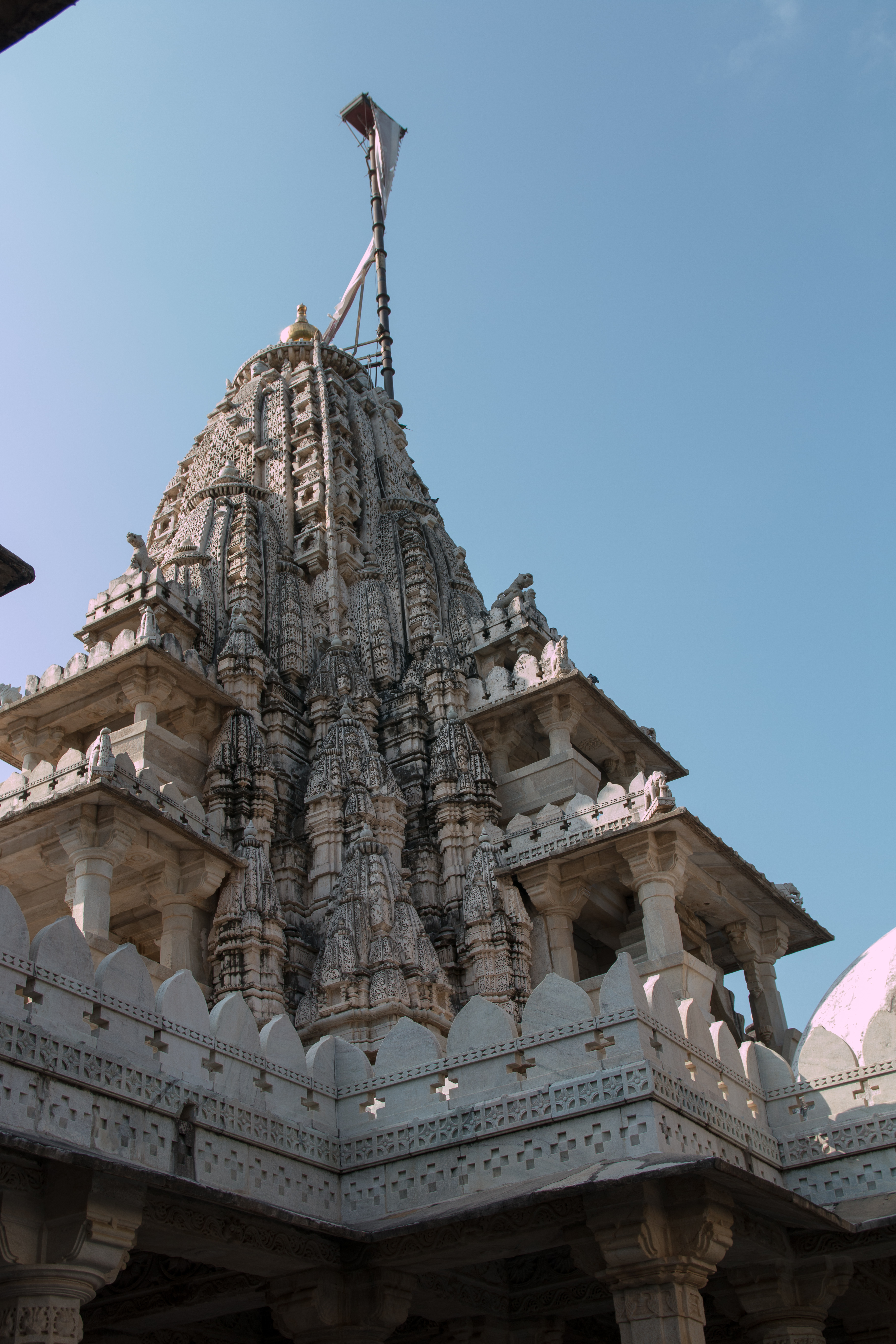
Ranakpur – Adinath-Tempel (um 1450)
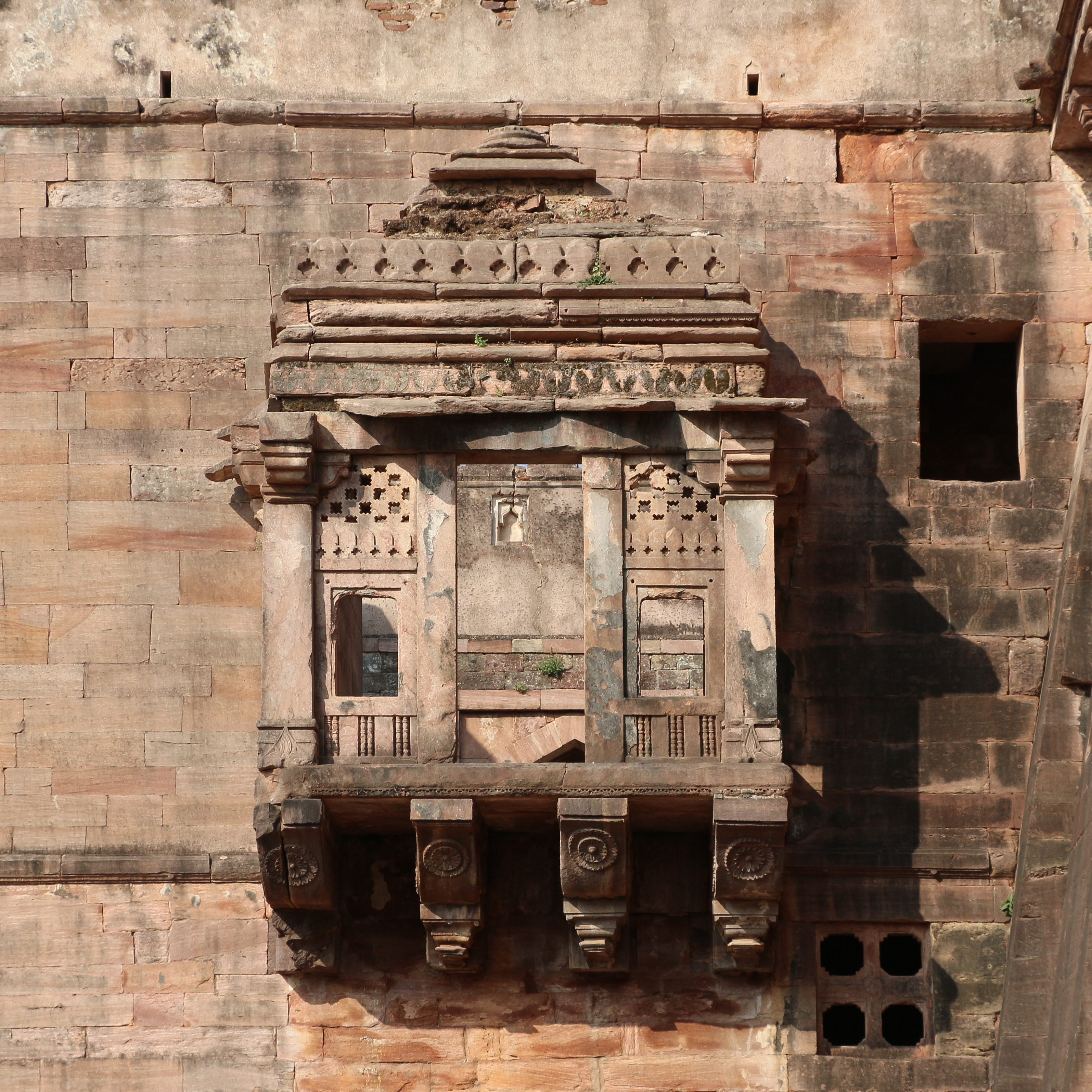
Mandu – Hindola Mahal (15. Jh.)
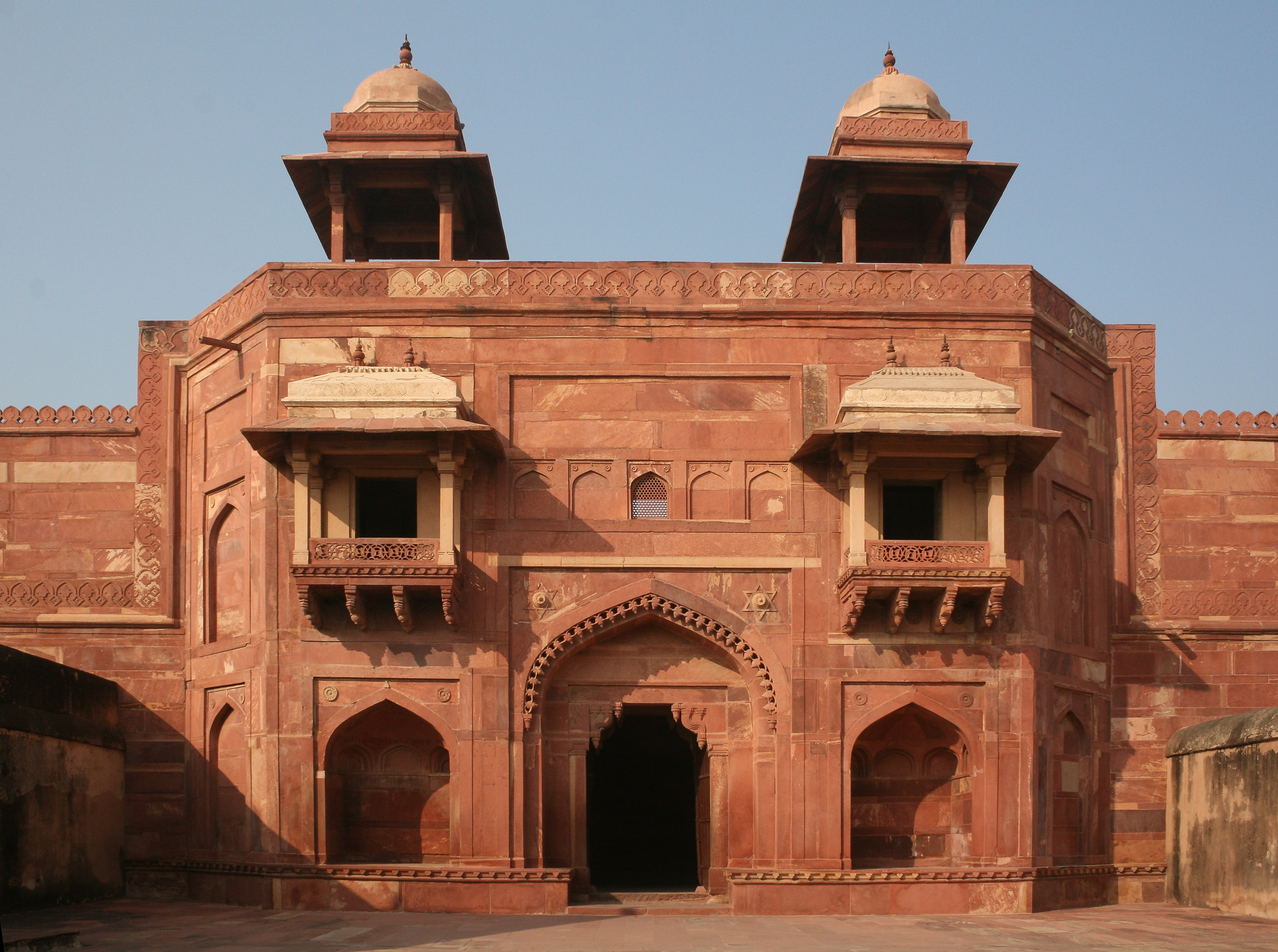
Fatehpur Sikri – Haremstor (um 1580)
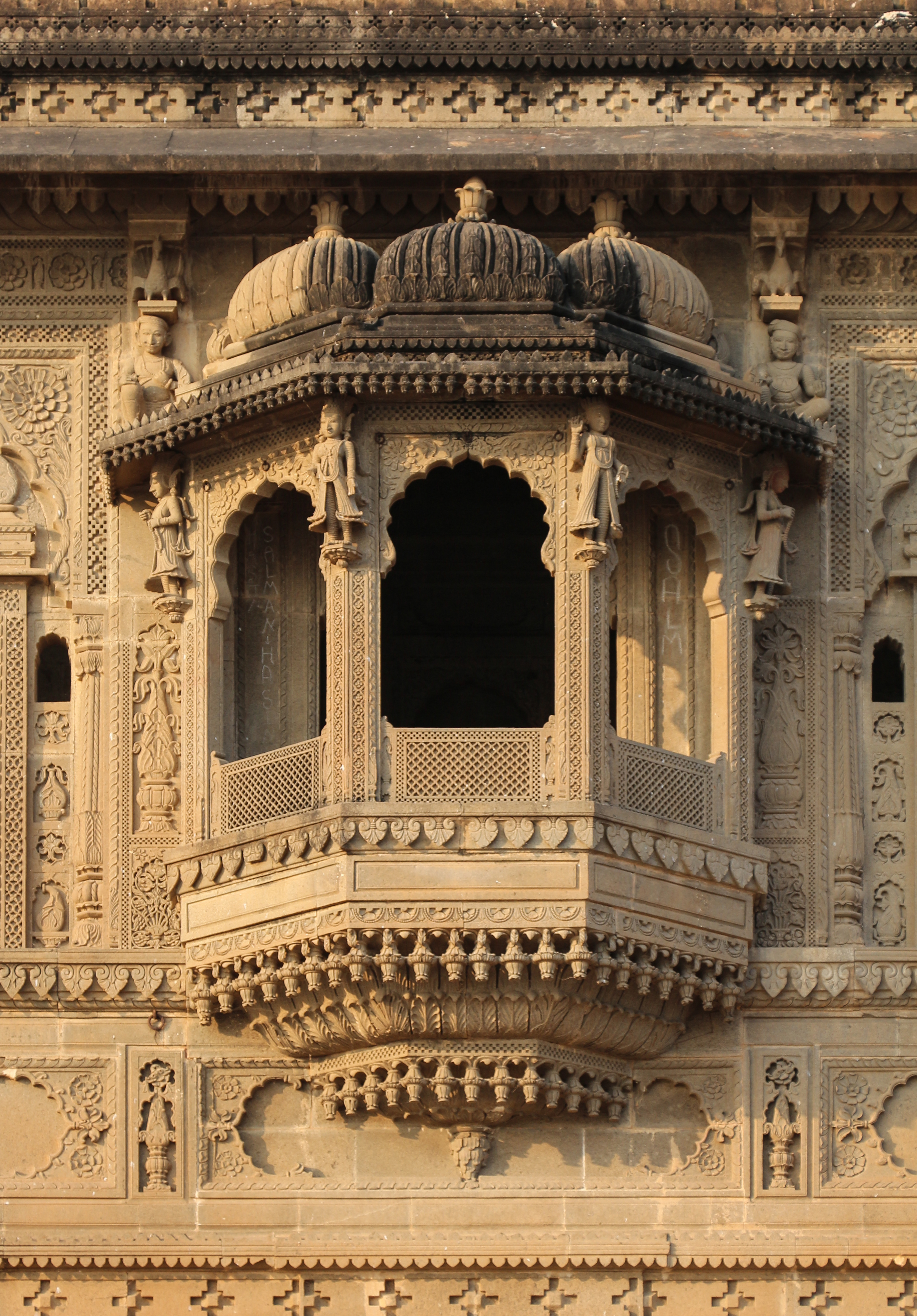
Maheshwar – Fort (um 1750)
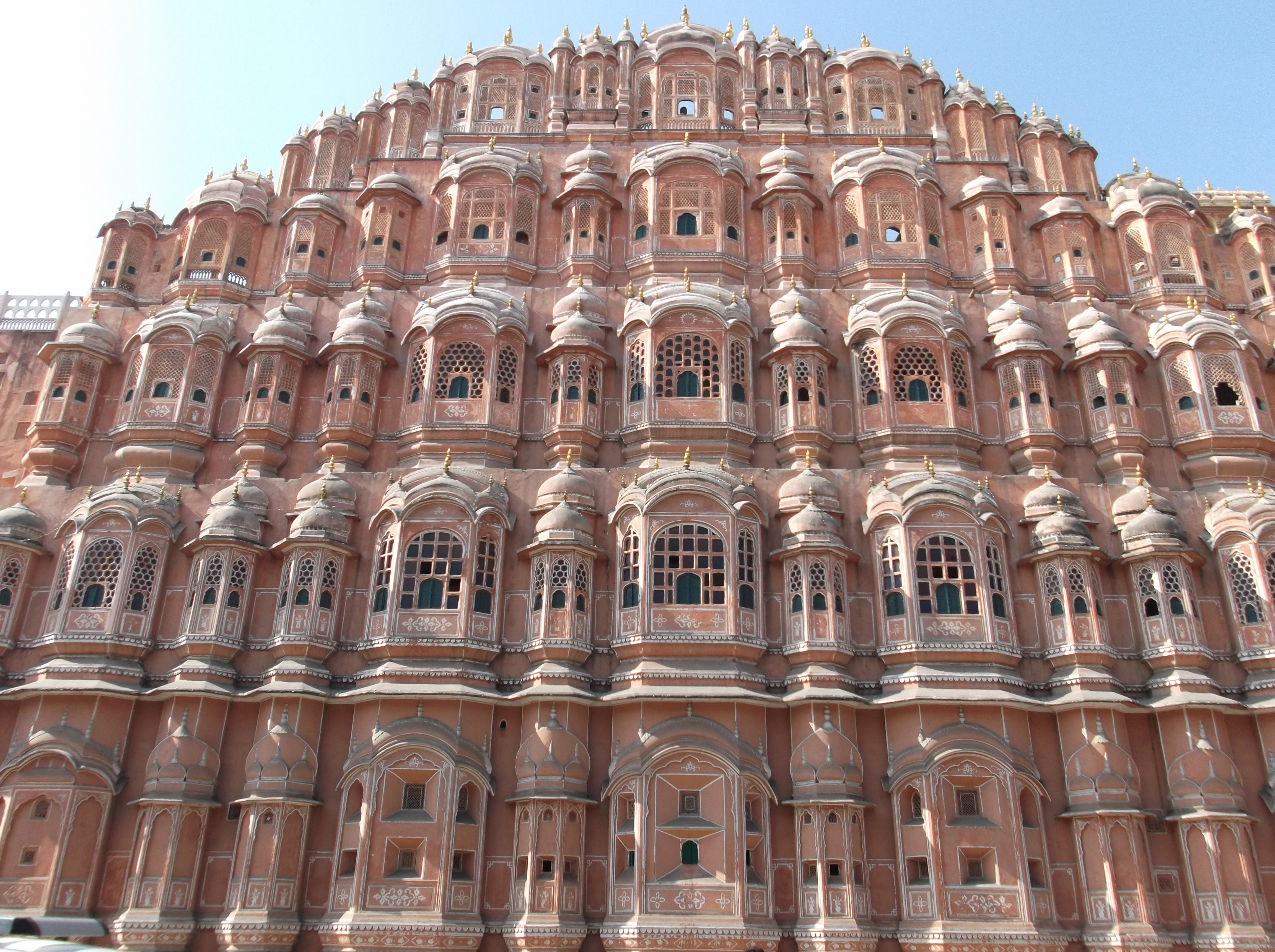
Jaipur – Hawa Mahal (1799)
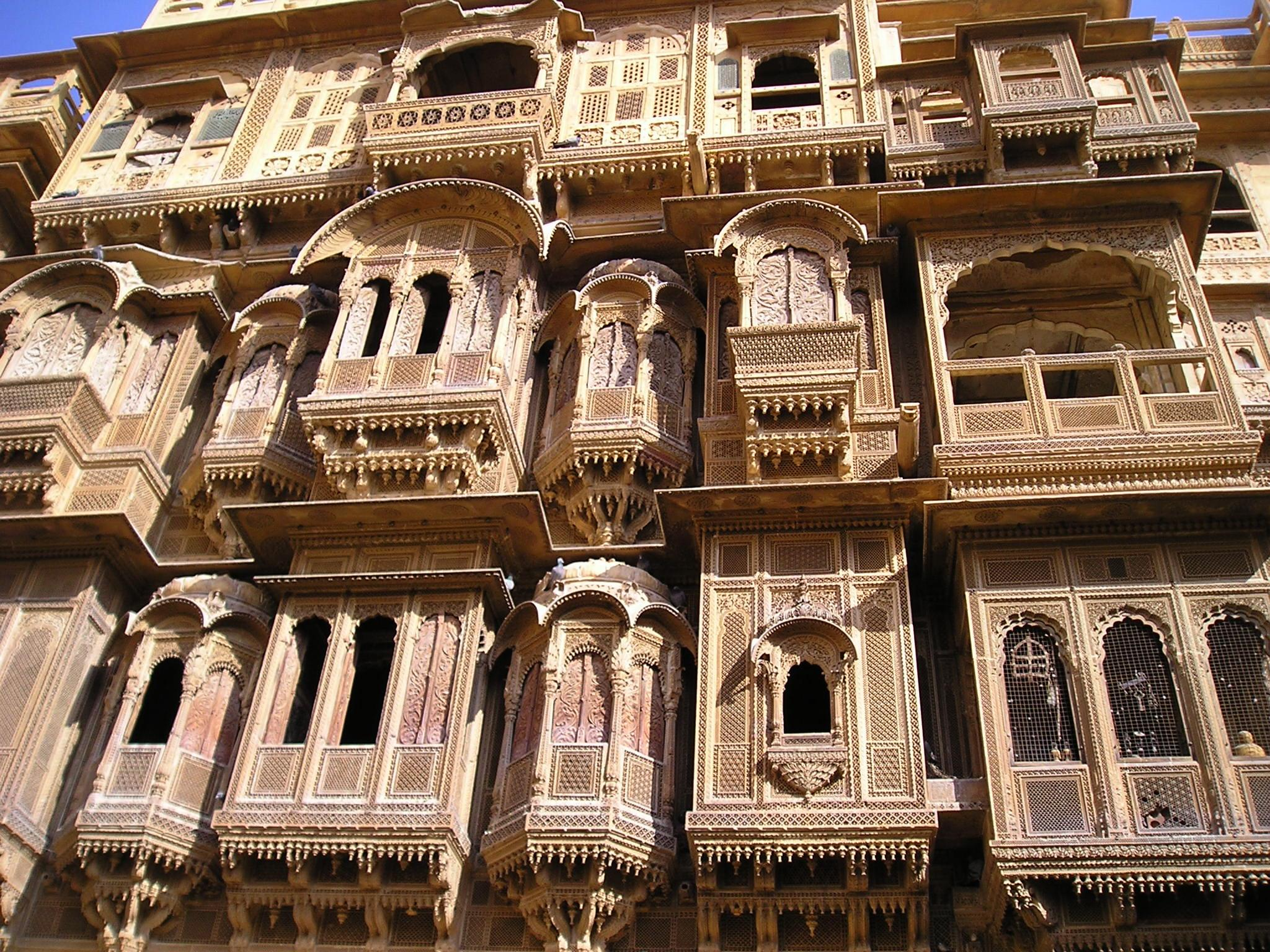
Jaisalmer – Patwon ki Haveli (um 1850)
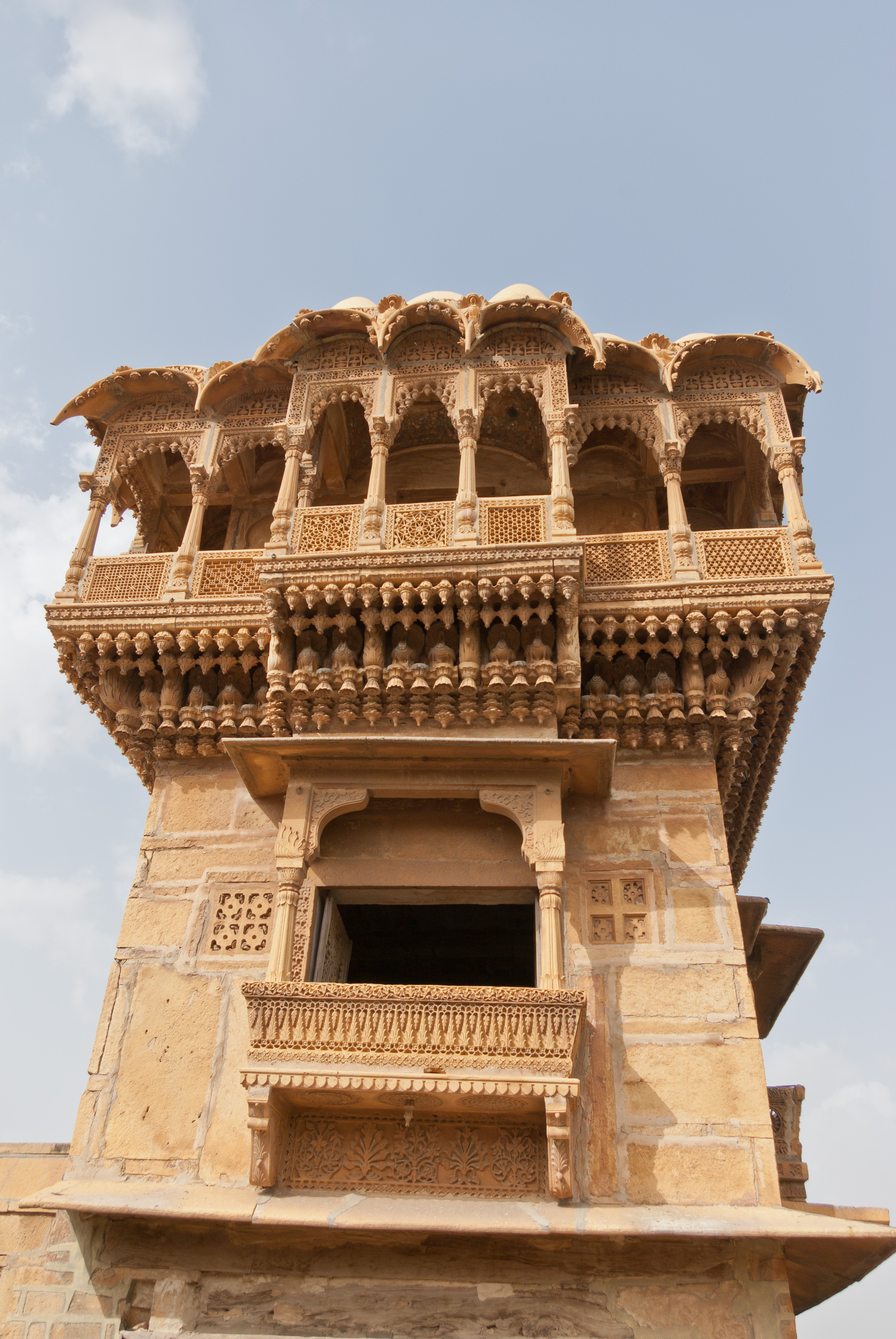
Jaisalmer – Salim Singh ki Haveli (um 1850)
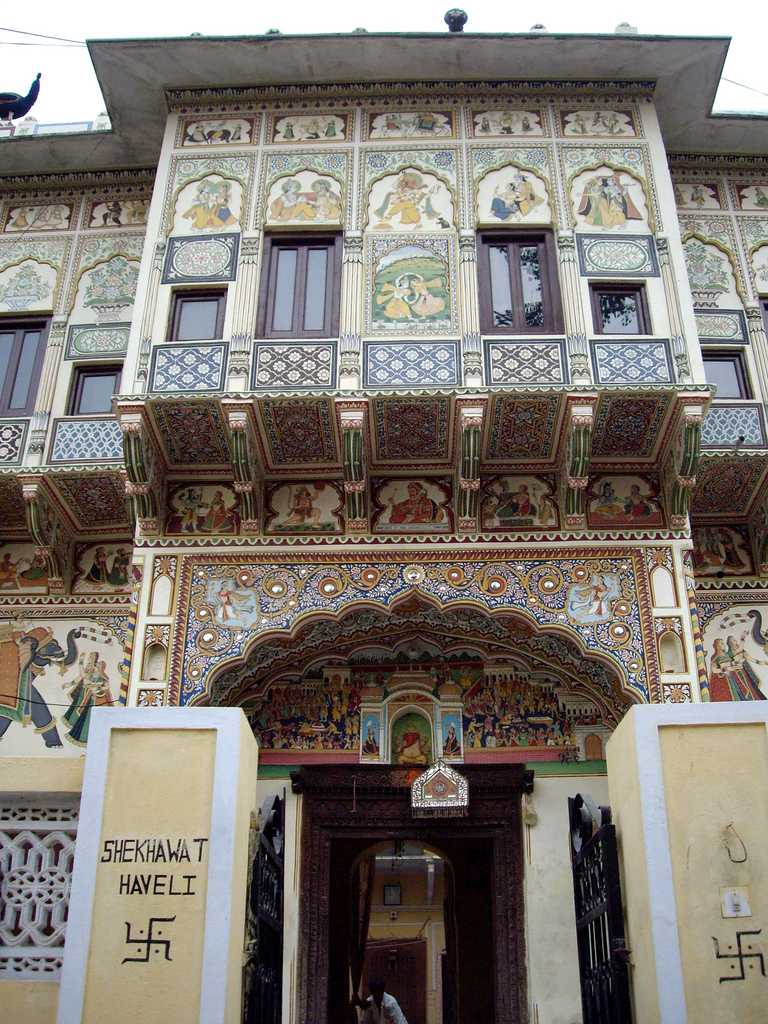
Mandawa – Shekhawat Haveli (um 1850)